# Víctor Muñoz
Pour les articles homonymes, voir Muñoz et Victor.
Víctor Muñoz, dit Víctor, né le 15 mars 1957 à Saragosse, est un footballeur international espagnol devenu entraîneur.

## Biographie
Milieu de terrain coriace et travailleur, Victor a fait les beaux jours du FC Barcelone et de l'équipe d'Espagne durant les années 1980. Avec Barcelone, il remporte le championnat d'Espagne en 1985 et joue en 1986 la finale de la Coupe d'Europe des clubs champions.
Il a connu 60 sélections (3 buts) avec la sélection espagnole avec laquelle il a atteint la finale de l'Euro 84 contre la France et les quarts de finale de la coupe du monde 86 (défaite aux tirs au but contre la Belgique).
En club, après Saragosse et Barcelone, il a joué deux ans dans le championnat d'Italie, à la Sampdoria avec laquelle il a remporté la Coupe des coupes en 1990.

 Enfin il a terminé sa carrière de joueur dans le petit club écossais de Saint Mirren.
Víctor Muñoz a ensuite entamé une carrière d'entraîneur en Espagne, notamment avec Villarreal et le Real Saragosse, puis en Grèce au Panathinaikos, avant de revenir en Espagne pour entraîner le Recreativo de Huelva et Getafe jusqu'en avril 2009. Il rejoint le Terek Grozny en décembre 2010, club qu'il quitte en janvier 2011. Le 3 septembre 2011, il signe à Neuchâtel Xamax succédant à son compatriote Joaquín Caparrós. Quelques mois après, le club disparaît et Víctor Muñoz se retrouve sans emploi.
Le 12 décembre 2012, il est recruté par le FC Sion pour succéder à Pierre-André Schürmann, son contrat débutant le 4 janvier 2013. Le 25 février 2013, il est démis de ses fonctions d'entraîneur mais reste au FC Sion comme observateur des adversaires futurs. Le 26 février, Víctor Muñoz émet un communiqué de presse où il refuse ce nouveau rôle et demande à reprendre les rênes de l'équipe.
En mars 2014, il devient l'entraîneur du Real Saragosse qui milite en D2. Il parvient à sauver l'équipe de la relégation. Il est limogé en novembre 2014.

## Palmarès

### Joueur
- Coupe des coupes: (FC Barcelone, 1982, Sampdoria, 1990)
- Championnat d'Espagne: (FC Barcelone, 1985)
- Copa del Rey: (FC Barcelone, 1983, 1988)
- Coupe de la ligue d'Espagne: (FC Barcelone, 1983, 1985)
- Supercoupe d'Espagne: (FC Barcelone, 1983)
- 60 sélections (3 buts)

### Entraîneur
- Coupe du Roi (Real Saragosse, 2004)
- Supercoupe d'Espagne (Real Saragosse, 2004)